# Achaeus gracilis
Achaeus gracilis is een krabbensoort uit de familie van de Inachidae. De wetenschappelijke naam van de soort is voor het eerst geldig gepubliceerd in 1839 door Costa.